# Cratón de São Francisco

Ubicación aproximada de los cratones mesoproterozoicos (más de 1,3 Ga) en América del Sur y África.

El cratón de São Francisco es un cratón ubicado en la parte oriental de Sudamérica.  Hace alrededor de 1000 millones de años, estaba ubicado en el sur del supercontinente Rodinia y después de su fragmentación en el Proterozoico tardío (700 millones de años) pasó a formar parte del supercontinente Gondwana hasta su fragmentación en el Jurásico (alrededor de 180 millones de años). La posterior apertura del Océano Atlántico dejó a África meridional en el cratón del Congo y al cratón de São Francisco en América del Sur.
El cratón de São Francisco se encuentra en el centro-este de Brasil. Cubriendo más de mil millones de kilómetros cuadrados, incluye parte de los territorios de Minas Gerais, Bahía, Goiás, Piauí, Sergipe, Pernambuco y Tocantins, principalmente de los dos primeros estados. Aflora en los estados de Minas Gerais, Bahía y Sergipe.
Junto con los cratones amazónico, de São Luís y del Río de La Plata, el cratón de São Francisco corresponde a las porciones internas de las placas tectónicas, que se fusionaron a fines del Proterozoico, formando la porción occidental de Gondwana. Por lo tanto, la geología de los dominios cratónicos y sus cinturones marginales brindan información durante largos períodos de la historia de la Tierra, una de las razones por las cuales el cratón de São Francisco y sus márgenes son la porción precámbrica más estudiada de la placa sudamericana.
El cratón de São Francisco está bordeado por cinturones orogénicos brasilianos por todos los lados: el cinturón de Araçuaí al sureste; el de Ribeira al sur; el de Brasilia al oeste; el de Río Preto al noroeste; las cordilleras Riacho do Pontal y Sergipana al norte, con la excepción de la costa atlántica al este, donde el cratón subyace a las cuencas de Camamú, Almada y Jacuípe y Jequitinhonha en el margen continental. La franja brasileña o provincia de Paramirim divide en dos el cratón de São Francisco. Al oeste y suroeste se encuentra el cratón de São Francisco (sensu stricto) yal este el cratón de Salvador, separados del cratón del Congo por la apertura del Atlántico Sur durante el Mesozoico.
El zócalo del cratón constituye un bloque arcaico estable con una orientación norte-sur, aflorando en sus porciones sur y noreste. Está formado por rocas de más de 1800 millones de años, incluidos los gneises arcaicos TTG, los granitoides y los cinturones de piedra verde, así como los plutones paleoproterozoicos y las secuencias supracrustales. Su cobertura está representada por unidades menores de 1,8 Ga, dispuestas en tres grandes unidades morfotectónicas, que son la cuenca sanfranciscana, el aulacógeno de Paramirim y parte del rift Recôncavo-Tucano-Jatobá, además de las cuencas de antepaís del Río Pardo y la Faja Sergipana.